# Saison 6 de Détective Conan
 (octobre 2024).
Chronologie
Saison 5 de Détective Conan Saison 7 de Détective Conan
La saison 6 de Détective Conan a été diffusée du 8 janvier 2001 au 17 décembre 2001 (épisodes 219 à 262) sur Nippon TV. Elle est composée de 44 épisodes.
Depuis le 26 février 2025, Animation Digital Network propose une sélection d'épisodes adaptés d'intrigues du manga sur leur plateforme, jusqu'à l'épisode 234. La suite des épisodes, ainsi que les épisodes fillers, restant inédits chez nous.
Le huitième opening (générique de début) (épisodes 205 à 230) intitulé Koi wa Thrill Shock Suspense, est interprété par la chanteuse de J-pop Rina Aiuchi. Le neuvième opening (épisodes 231 à 258) intitulé Destiny, est interprété par la chanteuse de J-pop Miki Matsuhashi. Le dixième opening (épisodes 259 à 270) intitulé Winter Bells, est interprété par la chanteuse de J-pop Mai Kuraki.
Le onzième ending (épisodes 219 à 232) intitulé Start in my Life, est interprété par la chanteuse de J-pop Mai Kuraki. Le douzième ending (épisodes 233 à 247) intitulé Always, est interprété par la chanteuse de J-pop Mai Kuraki. Le treizième ending (épisodes 248 à 265) intitulé Aoi aoi kono hoshi ni, est interprété par la chanteuse de J-pop Azumi Uehara.
Note : Les titres des épisodes tirés du manga (sur fond blanc dans la liste suivante) jusqu'à l'épisode 234 sont les titres officiels, tels que montrés par ADN sur leur plateforme. Pour le reste, ce sont de simples traductions non officielles des titres japonais en attendant que les licences de ces épisodes soient achetées.
| No | Titre français | Titre japonais                          | Titre japonais                                                      | Date de 1re diffusion |
| No | Titre français | Kanji                                   | Rōmaji                                                              | Date de 1re diffusion |
| --- | --- | --------------------------------------- | ------------------------------------------------------------------- | --------------------- |
| 219 – SP11 | La Réunion des détectives ! Shinichi Kudô contre Kaitô Kid (épisode spécial de 1 heure 30) (files : 299-302/tome : 30) et (Magic Kaito 23-24) | 集められた名探偵 ! 工藤新一VS怪盗キッド | Atsumerareta meitantei ! Kudo Shinichi tai Kaito Kiddo              | 8 janvier 2001        |
| Dans la première partie de cet épisode spécial, Kaito Kid se remémore dans un flashback la seule fois où il a failli être coincé. A cette occasion, la police avait reçu l'assistance d'un certain lycéen détective, qui avait alors réussi à sérieusement lui mettre des bâtons dans les roues. Dans la seconde partie, Kogorô reçoit une mystérieuse lettre d'invitation ainsi qu'un chèque de 2 millions de yen pour un travail. Il se rend avec Ran et Conan dans un manoir où d'autres détectives sont également invités. Le Kid leur demande de retrouver un trésor caché dans le manoir, qui a été le théâtre d'un évènement tragique il y a 40 ans. | |                                         |                                                                     |                       |
| 220 | La Bonimenteuse – 1re partie (files : 276-278/tome : 28)                                                                                      | 偽りだらけの依頼人 (前編)               | Itsuwari darake no irainin - Zenpen                                 | 15 janvier 2001       |
| 221 | La Bonimenteuse – 2e partie (files : 276-278/tome: 28)                                                                                        | 偽りだらけの依頼人 (後編)               | Itsuwari darake no irainin - Kōhen                                  | 22 janvier 2001       |
| Une femme demande à Kogorō de retrouver un ancien ami, qu'elle a connu il y a plus de 30 ans. Après avoir obtenu son adresse, ils se rendent à son appartement. Son voisin le découvre décédé, une blessure à la tête et une photo de la cliente dans la main. Conan a remarqué que la dame a menti à plusieurs occasions. | |                                         |                                                                     |                       |
| 222 | Et il ne resta plus de sirènes : Affaire (files : 279-283/tome : 28)                                                                          | そして人魚はいなくなった (事件編)       | Soshite ningyo wa inakunatta - Jikenhen                             | 29 janvier 2001       |
| 223 | Et il ne resta plus de sirènes : Déductions (files : 279-283/tome : 28)                                                                       | そして人魚はいなくなった (推理編)       | Soshite ningyo wa inakunatta - Suirihen                             | 5 février 2001        |
| 224 | Et il ne resta plus de sirènes : Élucidation (files : 279-283/tome : 28)                                                                      | そして人魚はいなくなった (解決編)       | Soshite ningyo wa inakunatta - Kaiketsuhen                          | 12 février 2001       |
| Hattori Heiji emmène la famille Môri vers une île, sur laquelle une légende raconte qu'il y avait des sirènes. Les personnes qui ont mangé de la chair de sirène auraient obtenu l'immortalité. Lors de la cérémonie annuelle célébrant la légende, 3 femmes sont assassinées. | |                                         |                                                                     |                       |
| 225 | Le secret d'un business prospère | 商売繁盛のヒミツ                        | Shoubai hanjou no himitsu                                           | 19 février 2001       |
| Les Détectives Junior sont sollicités par un camarade de classe. Un homme s'est invité au restaurant familial pour travailler gratuitement chez eux pour rendre le service que le défunt grand père de cette famille lui a rendu auparavant. Les détectives juniors soupçonnent cet homme d'avoir caché le butin d'un casse d'une bijouterie sous la maison. | |                                         |                                                                     |                       |
| 226 | Piège sur un jeu de combat – 1re partie (files : 270-272/tome : 27)                                                                           | バトルゲームの罠 (前編)                 | Batoru geemu no wana - Zenpen                                       | 26 février 2001       |
| 227 | Piège sur un jeu de combat – 2e partie (files : 270-272/tome : 27)                                                                            | バトルゲームの罠 (後編)                 | Batoru geemu no wana - Kōhen                                        | 5 mars 2001           |
| Ran, Sonoko et Conan sont dans une salle de jeux d'arcade. Ils y rencontrent la professeur remplaçante d'anglais des deux lycéennes, Jodie. Ran perd un match de jeux de combat contre le champion local. Ce jeu possède des capteurs de sensibilité, faisant sentir les coups reçus. Lorsque le champion présume à ce jeux affronte un autre challenger, qui est le frère de sa petite amie, il décède dans son fauteuil. Jodie intrigue particulièrement Conan. | |                                         |                                                                     |                       |
| 228 | Meurtre dans un atelier de poterie – 1re partie (files : 305-307/tomes : 30-31)                                                               | 殺意の陶芸教室 (前編)                   | Satsui no tougei kyoushitsu - Zenpen                                | 12 mars 2001          |
| 229 | Meurtre dans un atelier de poterie – 2e partie (files : 305-307/tomes : 30-31)                                                                | 殺意の陶芸教室 (後編)                   | Satsui no tougei kyoushitsu - Kōhen                                 | 19 mars 2001          |
| Sonoko a fait une tasse pour Makoto (lors de son cours de poterie), décorée avec plein de cœur, tasse qui finira par servir à Makoto de pot de fleur. Ran souhaite donc accompagné Sonoko pour en faire une à son tour à Shinichi. Durant le cours de poterie, le beau-fils du professeur est assassiné. Il a été retrouvé étranglé par sa propre cravate. | |                                         |                                                                     |                       |
| 230 | Le Passager mystère – 1re partie (files : 287-289/tome : 29)                                                                                  | 謎めいた乗客 (前編)                     | Nazo-meita joukyaku - Zenpen                                        | 16 avril 2001         |
| 231 | Le Passager mystère – 2e partie (files : 287-289/tome : 29)                                                                                   | 謎めいた乗客 (後編)                     | Nazo-meita joukyaku - Kōhen                                         | 23 avril 2001         |
| Gin et Vodka sont attablés dans un bar. Ils parlent avec leur autre partenaire, Vermouth. Le professeur Agasa et les Détectives Juniors sont en route pour une sortie ski. Durant le trajet en bus, plusieurs hommes armés et masqués prennent le bus en otage pour demander la libération d'un prisonnier, leur chef. Ai pense que le professeur de Ran, Jodie, fait partie de l'Organisation. Shūichi Akai fait son apparition. | |                                         |                                                                     |                       |
| 232 | L'affaire de la chute d'un immeuble | マンション転落事件                      | Manshon tenraku jiken                                               | 7 mai 2001            |
| Un homme reçoit des lettres de menaces et craint pour sa vie. Son ami vient à la rencontre de Kogorô dans un café, pour lui expliquer la situation. Ils marchent ensemble jusqu'à l'immeuble de l'ami menacé lorsque celui-ci tombe du haut de l'immeuble et meurt. | |                                         |                                                                     |                       |
| 233 | La Preuve indélébile – 1re partie (files : 290-292/tome : 29)                                                                                 | 消えなかった証拠 (前編)                 | Kienakatta shouko - Zenpen                                          | 14 mai 2001           |
| 234 | La Preuve indélébile – 2e partie (files : 290-292/tome : 29)                                                                                  | 消えなかった証拠 (後編)                 | Kienakatta shouko - Kōhen                                           | 21 mai 2001           |
| Une connaissance du professeur Agasa l'invite avec les Détectives Juniors. Il offre divers jouets et objets familiaux, car il déménage pour Londres. À son domicile, plusieurs chiens et leurs maîtres sont également présents. L'ami du docteur Agasa possède un chien du nom d'Arthur et le chien de ses parents du nom de Doyle qui est un chien qui vaut plusieurs millions de yens. Mais Doyle disparaît et son collier est retrouvé dans l'incinérateur. Le chien disparaît après la sonnerie de l'horloge de la salle chinoise de la maison, il avait pour habitude de s'y rendre et de prendre un coussin et d'attendre son repas. Il a été volé en s'y rendant à cette pièce. Durant l'épisode Haibara tenait Doyle et disait que elle voudrait que quand elle sera guillotinée le chien la suive en se jetant de la scène comme pour la reine de France : Antoinette. | |                                         |                                                                     |                       |
| 235 | La cave à vin fermée | 密室のワインセラー                      | Misshitsu no wain seraa                                             | 28 mai 2001           |
| Plusieurs personnes ayant emprunté de l'argent à un homme d'affaires sont à son domicile, pour déguster différents vins de sa collection personnelle. Il s'absente pour aller chercher une autre bouteille. Ne revenant pas, sa femme part le chercher et le retrouve mort dans la cave à vin. | |                                         |                                                                     |                       |
| 236 | La mystérieuse visite de la plage de Nanki – 1re partie                                                                                       | 南紀白浜ミステリーツアー (前編)         | Nanki shirahama misuterii tsuaa - Zenpen                            | 4 juin 2001           |
| 237 | La mystérieuse visite de la plage de Nanki – 2e partie                                                                                        | 南紀白浜ミステリーツアー (後編)         | Nanki shirahama misuterii tsuaa - Kōhen                             | 11 juin 2001          |
| La famille Môri se rend à la plage. Ils tombent sur un groupe d'amis qui reconnaissent le fameux détective Kogorō. La jeune fille la plus fortunée du groupe est retrouvée tuée d'un couteau dans la poitrine. Conan sait que le meurtre a été perpétré par une personne de son groupe. | |                                         |                                                                     |                       |
| 238 | L'affaire des « 3 K » d'Osaka – 1re partie (files : 293-295/tome : 29)                                                                        | 大阪“3つのK”事件 (前編)                 | Oosaka "Mittsu no K" jiken - Zenpen                                 | 18 juin 2001          |
| 239 | L'affaire des « 3 K » d'Osaka – 2e partie (files : 293-295/tome : 29)                                                                         | 大阪“3つのK”事件 (後編)                 | Oosaka "Mittsu no K" jiken - Kōhen                                  | 25 juin 2001          |
| Un nouvel établissement ouvre ses portes : le K3. Les propriétaires sont 3 athlètes de haut niveau. Heiji Hattori invite la famille Môri pour cet événement, ainsi que Conan car il est fan d'un joueur de foot qui sera présent à cet événement. La seconde partie de soirée est troublée par un coup de feu. Le journaliste qui enquêtait sur les 3 athlètes est retrouvé mort. Ses mains font un signe qui pourrait désigner l'identité du meurtrier. Ran demande d'ailleurs à un autographe au joueur préféré de Shinichi au début de l'épisode. | |                                         |                                                                     |                       |
| 240 | L'affaire de la balle dans un train – 1re partie (files : 296-298/tome : 30)                                                                  | 新幹線護送事件 (前編)                   | Shinkansen gosou jiken - Zenpen (l'affaire du convoi du Shinkansen) | 2 juillet 2001        |
| 241 | L'affaire de la balle dans un train – 2e partie (files : 296-298/tome : 30)                                                                   | 新幹線護送事件 (後編)                   | Shinkansen gosou jiken - Kōhen (l'affaire du convoi du Shinkansen)  | 9 juillet 2001        |
| La famille Môri quitte Osaka en prenant le Shinkansen. Ils tombent sur l'inspecteur Takagi, qui a pour mission avec Sato de transporter un suspect lié à une affaire de drogue. Une menace à la bombe mobilise sa collègue dans un autre wagon. Pendant ce temps, le suspect se poignarde le ventre dans les WC, sous la surveillance de l'inspecteur Takagi. Ce dernier essaye de joindre sa collègue mais il n'y a pas de connexion et donc laisse le suspect tout seul afin d'aller retrouver Sato. Mais à son retour le suspect et déjà mort. | |                                         |                                                                     |                       |
| 242 | Les malheurs de Genta (files : 303-304/tome : 30)                                                                                             | 元太少年の災難                          | Genta shounen no sainan                                             | 16 juillet 2001       |
| Depuis plusieurs jours, Genta agit étrangement. Leur institutrice confit aux Détectives Boys la résolution de ce mystère. Genta leurs révèle qu'il se sent épié et qu'il a peur pour sa vie. Ses amis tentent de le rassurer, jusqu'à ce qu'une enseigne publicitaire leur tombe dessus, ce qui n'est en rien une coïncidence. | |                                         |                                                                     |                       |
| 243 | L'imposteur de Kogorô Môri – 1re partie (files : 308-310/tome : 31)                                                                           | 毛利小五郎のニセ者 (前編)               | Môri Kogorô no nisemono - Zenpen                                    | 23 juillet 2001       |
| 244 | L'imposteur de Kogorô Môri – 2e partie (files : 308-310/tome : 31)                                                                            | 毛利小五郎のニセ者 (後編)               | Môri Kogorô no nisemono - Kōhen                                     | 30 juillet 2001       |
| Un petit hôtel demande l'aide de Kogorō. Un homme a déposé une valise en laissant une somme d'argent conséquente. Mais le personnel de l'hôtel pense que cette valise est liée à la mort d'un individu retrouvé pendu dans les bois. Avant que la famille Môri n'arrive à l'hôtel, un imposteur se faisant passer pour Kogorō prend la valise et l'emmène dans sa chambre. Le soir venu, il est retrouvé mort pendu par sa propre ceinture. | |                                         |                                                                     |                       |
| 245 | Le coup de feu dans le Sunflower Building | ヒマワリ館の銃声                        | Himawari-kan no juusei                                              | 6 août 2001           |
| Invités, les Môri dînent chez un architecte de renom, en compagnie de ses assistants et de son épouse. Aux alentours de 19:30, un coup de feu retentit. L'architecte est retrouvé dans son fauteuil, une balle dans la tête. | |                                         |                                                                     |                       |
| 246 | Le mystère du filet – 1re partie (files : 311-313/tome : 31)                                                                                  | 網にかかった謎 (前編)                   | Ami ni kakatta nazo - Zenpen                                        | 13 août 2001          |
| 247 | Le mystère du filet – 2e partie (files : 311-313/tome : 31)                                                                                   | 網にかかった謎 (後編)                   | Ami ni kakatta nazo - Kōhen                                         | 20 août 2001          |
| Les Détectives Junior s'amusent à la plage, en compagnie du professeur Agasa. Ils tombent par hasard sur Sonoko et Ran. Un pêcheur rencontré sur la plage plus tôt dans la journée, est retrouvé noyé, son corps enveloppé dans un filet de pêche. | |                                         |                                                                     |                       |
| 248 | L'alibi de l'apaisante forêt | 癒しの森のアリバイ                      | Iyashi no mori no aribai                                            | 27 août 2001          |
| 249 | Secret de star – 1re partie (files : 322-324/tome : 32)                                                                                       | アイドル達の秘密 (前編)                 | Aidoru-tachi no himitsu - Zenpen                                    | 3 septembre 2001      |
| 250 | Secret de star – 2e partie (files : 322-324/tome : 32)                                                                                        | アイドル達の秘密 (後編)                 | Aidoru-tachi no himitsu - Kōhen                                     | 10 septembre 2001     |
| L'idole Yoko Okino invite Kogorō, Ran et Conan à une fête de fiançailles chez une amie à elle. Arrivé sur place, le détective apprend que l'amie en question vit sous la crainte d'un stalker. Plus tard dans la soirée, elle est retrouvée dans sa baignoire, égorgée mais consciente. | |                                         |                                                                     |                       |
| 251 | Tragédie à OK Corral | OK牧場の悲劇                            | OK-Bokujou no higeki                                                | 17 septembre 2001     |
| 252 | Le kidnappeur sur le dessin | 絵の中の誘拐犯                          | E no naka no yuukaihan                                              | 8 octobre 2001        |
| 253 | L'histoire d'amour d'un détective 4 – 1re partie (files : 328-330/tomes : 32-33)                                                              | 本庁の刑事恋物語 4 (前編)               | Honchou no keiji koi monogatari 4 - Zenpen                          | 15 octobre 2001       |
| 254 | L'histoire d'amour d'un détective 4 – 2e partie (files : 328-330/tomes : 32-33)                                                               | 本庁の刑事恋物語 4 (後編)               | Honchou no keiji koi monogatari 4 - Kōhen                           | 22 octobre 2001       |
| L'inspectrice Sato est forcée par sa mère à participer à un mariage arrangé. Le prétendant se révèle être l'inspecteur Shiratori, rival de l'inspecteur Takagi car les deux ont de longue date des vues sur Sato. Convaincue que Takagi viendra la sortir de ce pétrin, elle parie sa main sur son arrivée à temps. Mais Takagi est coincé loin de son téléphone par une affaire de vol, et c'est à Conan d'intervenir pour aider ce couple en devenir. | |                                         |                                                                     |                       |
| 255 | Le quatorzième concours de vers liés de Matsue Tamazo - 1re partie                                                                            | 松江玉造連句14番勝負 (前編)             | Matsue Tamazo renku juuyonban shoubu - Zenpen                       | 29 octobre 2001       |
| 256 | Le quatorzième concours de vers liés de Matsue Tamazo - 2e partie                                                                             | 松江玉造連句14番勝負 (後編)             | Matsue Tamazo renku juuyonban shoubu - Kōhen                        | 5 novembre 2001       |
| 257 | La mystérieuse punition du Paradis | 世にも奇妙な天罰                        | Yo nimo kimyou na tenbatsu                                          | 12 novembre 2001      |
| 258 | L'homme de Chicago – 1re partie (files : 325-327/tome : 32)                                                                                   | シカゴから来た男 (前編)                 | Shikago kara kita otoko - Zenpen                                    | 19 novembre 2001      |
| 259 | L'homme de Chicago – 2e partie (files : 325-327/tome : 32)                                                                                    | シカゴから来た男 (後編)                 | Shikago kara kita otoko - Kōhen                                     | 26 novembre 2001      |
| En sortant d'un cirque, le professeur et les Détectives Juniors sauvent un étranger ressemblant fortement au riche propriétaire du cirque d'une foule de journalistes. L'homme dit s'appeler James Black, et être à la recherche d'un homme aux cheveux longs. Il veut remercier les enfants de leur aide, mais est de nouveau confondu pour son sosie fortuné et est enlevé par une bande de malfrats. Il a cependant eu le temps de laisser un indice pour Conan et les autres, et semble au courant des capacités de déduction du jeune détective. Un homme mystérieux rôde autour des évènements. | |                                         |                                                                     |                       |
| 260 | Le restaurant tremblant | 揺れるレストラン                        | Yureru resutoran                                                    | 3 décembre 2001       |
| 261 | L'affreuse légende de la nuit enneigée – 1re partie                                                                                           | 雪の夜の恐怖伝説 (前編)                 | Yuki no yoru no kyoufu densetsu - Zenpen                            | 10 décembre 2001      |
| 262 | L'affreuse légende de la nuit enneigée – 2e partie                                                                                            | 雪の夜の恐怖伝説 (後編)                 | Yuki no yoru no kyoufu densetsu - Kōhen                             | 17 décembre 2001      |